# VfB Germania Halberstadt
Der Verein für Breitensport Germania Halberstadt, kurz VfB Germania Halberstadt oder einfach nur Germania Halberstadt, ist ein Sportverein aus der Nordharzer Kreisstadt Halberstadt (Sachsen-Anhalt). Die erste und zweite Fußball-Herrenmannschaft sind in die Germania Halberstadt GmbH ausgegliedert, an der neben dem Verein als Hauptgesellschafter 19 weitere Gesellschafter beteiligt sind.

## Vereinsstruktur
Die Fußballabteilung ist das Aushängeschild des Vereins, auch die Leichtathleten sind über die Landesgrenzen Sachsen-Anhalts hinaus bekannt. Insgesamt hat der mehr als tausend Mitglieder zählende Verein neun Abteilungen. Es werden außerdem Turnen, Judo, Behindertensport, Tischtennis, Volleyball, Frauensport und Cheerleading angeboten.

## Geschichte
Die Wurzeln des Vereins liegen bei dem 1900 gegründeten FC Germania Halberstadt. In der im Zweiten Weltkrieg weitgehend zerbombten Stadt wurde bereits 1947 in der Sportgemeinschaft Halberstadt-Altstadt Sport getrieben. Mit der Einführung des Systems der Betriebssportgemeinschaften (BSG) wurde am 26. Oktober 1949 die BSG Reichsbahn Halberstadt gegründet, deren Trägerbetrieb das Halberstädter Reichsbahnausbesserungswerk war. Mit der Gründung der zentralen Sportvereinigung Lokomotive wurde die BSG am 6. Juni 1950 in Lokomotive Halberstadt umbenannt. Im ersten Jahr ihres Bestehens hatte die BSG 121 Mitglieder, es wurden die Sportarten Fußball, Handball, Leichtathletik, Tischtennis, Schach und Wandern angeboten. Zwischen 1971 und 1976 trat die BSG unter der Bezeichnung „Lokomotive/Vorwärts“ an. Nach der politischen Wende von 1989 trat die BSG dem Verband Deutscher Eisenbahner-Sportvereine e. V. bei und wandelte sich am 13. Juni 1990 in den Eisenbahnersportverein (ESV) Halberstadt e. V. um. In den Jahren 1991 und 1992 schieden die Abteilungen Handball und Tennis aus dem Verein aus und bildeten eigene Vereine. Da im ESV mit Ausnahme von Fußball und Kegeln nur 18 % der Mitglieder oder deren Angehörige Eisenbahner waren, lehnte der Verband der Eisenbahnersportvereine 1993 die weitere Zugehörigkeit des ESV Halberstadt für das folgende Jahr ab. Deshalb beschloss der Verein die Umbenennung in Verein für Breitensport (VfB) Halberstadt 1994 e. V. Später wurde die Jahreszahl im Vereinsnamen in 1949, dem Ursprungsjahr der Vorgängergemeinschaft, geändert. Unmittelbar danach schieden auch die Abteilungen Fußball, Schwimmen und Kegeln aus dem Verein aus. Die Fußballspieler gründeten unter Bezugnahme auf den früheren Fußballverein den FC Germania 1900. Am 3. September 1997 beschlossen der VfB und der FC Germania die Fusion beider Vereine zum VfB Germania Halberstadt.
Der namentliche Werdegang im Überblick:
- 1900: FC Germania Halberstadt
- 1947: SG Halberstadt-Altstadt
- 1949: BSG Reichsbahn Halberstadt
- 1950: BSG Lokomotive Halberstadt
- 1971: BSG Lokomotive/Vorwärts Halberstadt
- 1976: BSG Lokomotive Halberstadt
- 1990: ESV Halberstadt
- 1994: VfB Halberstadt 1949
- 1994: VfB Halberstadt 1949 / FC Germania 1900 Halberstadt
- seit 1. Oktober 1997: VfB Germania Halberstadt

## Fußball

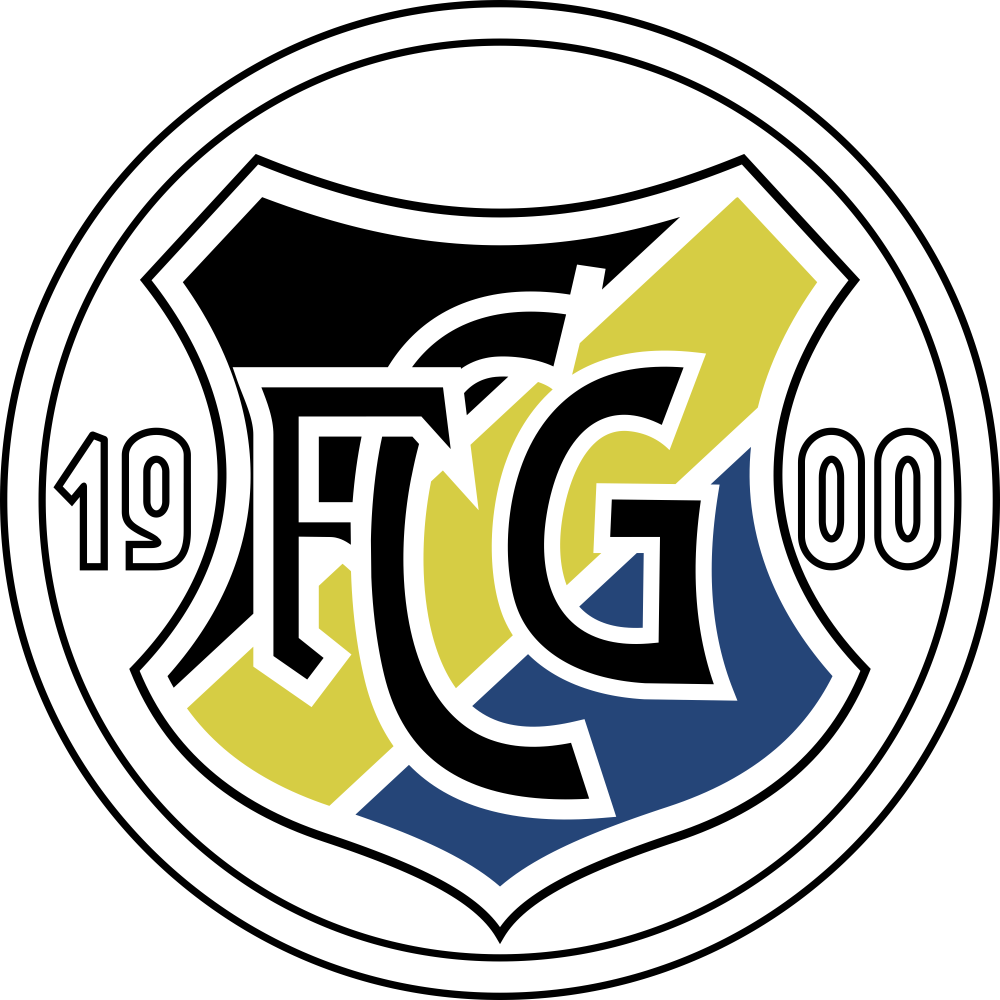
Logo des FC Germania 1900 Halberstadt.

Der FC Germania Halberstadt spielte ab 1909 in der Gauliga Harz, eine von damals zahlreichen ersten Spielklassen des Verbandes Mitteldeutscher Ballspiel-Vereine. Diese Liga dominierte der Verein seit 1913, insgesamt konnte er sich 15 Mal den Gaumeistertitel und die dadurch bedingte Qualifikation zur mitteldeutschen Fußballmeisterschaft sichern. Für die 1933 eingeführte Gauliga Mitte konnte sich der Verein jedoch nicht qualifizieren und spielte fortan unterklassig.
Die Fußballspieler der SG Halberstadt-Altstadt standen 1948 im Viertelfinale der Sachsen-Anhalt-Meisterschaft, unterlagen dort aber der SG Bernburg-Süd mit 2:3. Im September 1954 schloss sich die Sektion Fußball der BSG Empor Halberstadt der BSG Lok an, deren unterklassige Fußballmannschaft den Platz der BSG Empor in der zu dieser Zeit drittklassigen Bezirksliga Magdeburg übernahm. Nach der Saison 1956 (Kalenderjahrsaison) stieg die BSG in die neue drittklassige II. DDR-Liga auf, und 1962 qualifizierte sich die BSG Lok für die zweitklassige I. DDR-Liga. Nach dem sofortigen Abstieg nahm die Mannschaft den Wiederaufstieg in Angriff, scheiterte jedoch in der Aufstiegsrunde. Erst 1966 wurde die BSG wieder zweitklassig, stieg aber erneut sofort wieder ab. Bis 1980 konnten sich die Halberstädter noch dreimal für die DDR-Liga qualifizieren, darunter von 1971 bis 1975 für vier Spielzeiten; danach verblieb die Mannschaft bis zum Ende des DDR-Fußballbetriebes in der drittklassigen Bezirksliga. Nach Einführung des DFB-Spielbetriebs wurde der ESV 1990 in die Verbandsliga Sachsen-Anhalt eingegliedert. Nach zwei Spielzeiten musste der Gang in die Landesliga angetreten werden, 2000 gelang die Rückkehr in die Verbandsliga und 2003 der Aufstieg in die mittlerweile nur noch fünftklassige Oberliga Nordost, nachdem der DFB zur Saison 2008/09 die 3. Liga eingeführt hatte. 2011 wurde Germania mit deutlichem Vorsprung Meister der Südstaffel und stieg damit in die Regionalliga auf. Nach der Saison 2015/16 stieg der VfB als Tabellen-17. wieder in die Oberliga Nordost ab. Die folgende Saison beendete Halberstadt auf dem zweiten Platz der Oberliga Nordost, Staffel Süd, womit die Germania an den Aufstiegsspielen gegen den FSV Optik Rathenow teilnehmen durfte. Halberstadt schaffte nach einem Unentschieden in Rathenow im heimischen Stadion mit einem 3:1-Sieg den direkten Wiederaufstieg. Im Landespokal erreichte man das Finale gegen den 1. FC Magdeburg. Da der FCM bereits über die Liga qualifiziert war, durfte Germania so zum ersten Mal im DFB-Pokal antreten, was einer der größten sportlichen Erfolge der Vereinsgeschichte war. Dort schied man in der ersten Spielrunde mit einer 1:2-Niederlage gegen den Bundesligisten SC Freiburg aus. Stürmer Kay Michel gelang dabei in der 87. Minute der erste Treffer für Halberstadt in diesem Wettbewerb. Auf ähnliche Weise konnte man sich auch für den DFB-Pokal 2019/20 qualifizieren: Endspielgegner Hallescher FC hatte in der 3. Liga den 4. Platz erreicht. In der ersten Runde verlor Halberstadt mit 0:6 gegen Union Berlin.
Die Ligen im Überblick:
- Bezirksliga Magdeburg: 1954–1957, 1963/66, 1967/70, 1975/76, 1977/78, 1980/90
- II. DDR-Liga: 1958–1962
- I. DDR-Liga: 1962/63, 1966/67, 1971/75, 1976/77, 1979/80
- Verbandsliga Sachsen-Anhalt: 1990–1992, 2000–2003
- Landesliga Sachsen-Anhalt: 1992–2000
- Oberliga Nordost: 2003–2011, 2016/17, seit 2023
- Regionalliga: 2011–2016, 2017–2023

## Personen
Halberstadt war für mehrere Fußballspieler Sprungbrett zu einer erfolgreichen Karriere in der DDR-Oberliga, der DFL-Bundesliga oder in diversen Auswahlmannschaften:
- Manfred Eitz (* 1943), ging 1968 zu Stahl Riesa, 57 Oberligaspiele
- Ingolf Ruhloff (* 1943), ab 1964 beim 1. FC Magdeburg, 21 Oberligaspiele
- Ulrich Schulze (* 1947), ging 1964 zum 1. FC Lok Leipzig, später zum 1. FC Magdeburg, 152 Oberligaspiele, Europapokalsieger, 1 A-Länderspiel
- Jürgen Sparwasser (* 1948), ging 1965 zum 1. FC Magdeburg, 271 Oberligaspiele, Europapokalsieger, 53 A-Länderspiele, Olympiabronze 1972
- Lutz Lindemann (* 1949), ab 1971 bei Rot-Weiß Erfurt, später Carl Zeiss Jena, 205 Oberligaspiele, 21 A-Länderspiele
- Detlef Raugust (* 1954), ging 1972 zum 1. FC Magdeburg, 226 Oberligaspiele, 3 A-Länderspiele
- Frank Lindemann (* 1961), ab 1980 bei Vorwärts Frankfurt, später Energie Cottbus und Stahl Eisenhüttenstadt, 48 Oberligaspiele
- Frank Lieberam (* 1962), kam 1981 vom 1. FC Magdeburg, ging anschließend zurück nach Magdeburg, dann zu Stahl Riesa und Dynamo Dresden, 158 Oberligaspiele, 5 Bundesligaspiele, 1 A-Länderspiel
- Jens Ramme (* 1963), ab 1985 bei Dynamo Dresden, später Fortschritt Bischofswerda, 17 Oberligaspiele
- Maik Franz (* 1981), wechselte 1999 zum 1. FC Magdeburg, 2001 zum VfL Wolfsburg, 2006 zum Karlsruher SC, 2009 zu Eintracht Frankfurt und 2011 zu Hertha BSC, 19 U-21-Länderspiele
- Kevin Schlitte (* 1981), ging nach 18-monatiger Germania-Zeit (19 Oberliga-Tore) 2005 zum FC Carl Zeiss Jena, später SC Freiburg, Hansa Rostock, später beim Erzgebirge Aue und zur Saison 2014/15 wieder beim VfB Germania Halberstadt
- Nils Petersen (* 1988), Jugendspieler bei Germania, ab 2005 beim FC Carl Zeiss Jena, später Energie Cottbus, FC Bayern München, Werder Bremen und aktuell SC Freiburg, Olympiasilber 2016.

## Trainer
Die Aufzählung startet mit dem Beginn der 1980er-Jahre.
- 1980–1982: Heinz Karbach
- 1982–1985: Wolfgang Mohnhaupt
- 1985–1986: Wolfgang Juhrsch
- 1986–1989: Werner Friese
- 1989–1990: Klaus Huch und Heinz Weile
- 1990–1991: Heinz Weile und Peter Reim
- 1991–1992: Peter Reim
- 1992–1994: Wolfgang Mohr
- 1994–1995: Thomas Schmeißer und Roland Voigt
- 1995–1997: Herbert Reulecke
- 1997–1998: Thomas Schmeißer und Frank Nothnagel
- 1998–1999: Frank Lindemann
- 1999–2004: Frank Lieberam
- 2004–2007: Thomas Pfannkuch
- 2007–2012: Andreas Petersen
- 2012–2014: Willi Kronhardt
- 2014–0000: Achim Hollerieth
- 2014–0000: Enrico Gerlach (Interim)
- 2015–0000: Henri Fuchs
- 2015–0000: Thomas Waldow (Interim)
- 2016–2018: Andreas Petersen
- 2018–2019: Maximilian Dentz
- 2019–2020: Sven Körner
- 2020–2021: Danny König
- 2021–2022: Benjamin Duda
- 2022–0000: Andreas Petersen
- 2022–heute: Manuel Rost

## Stadion

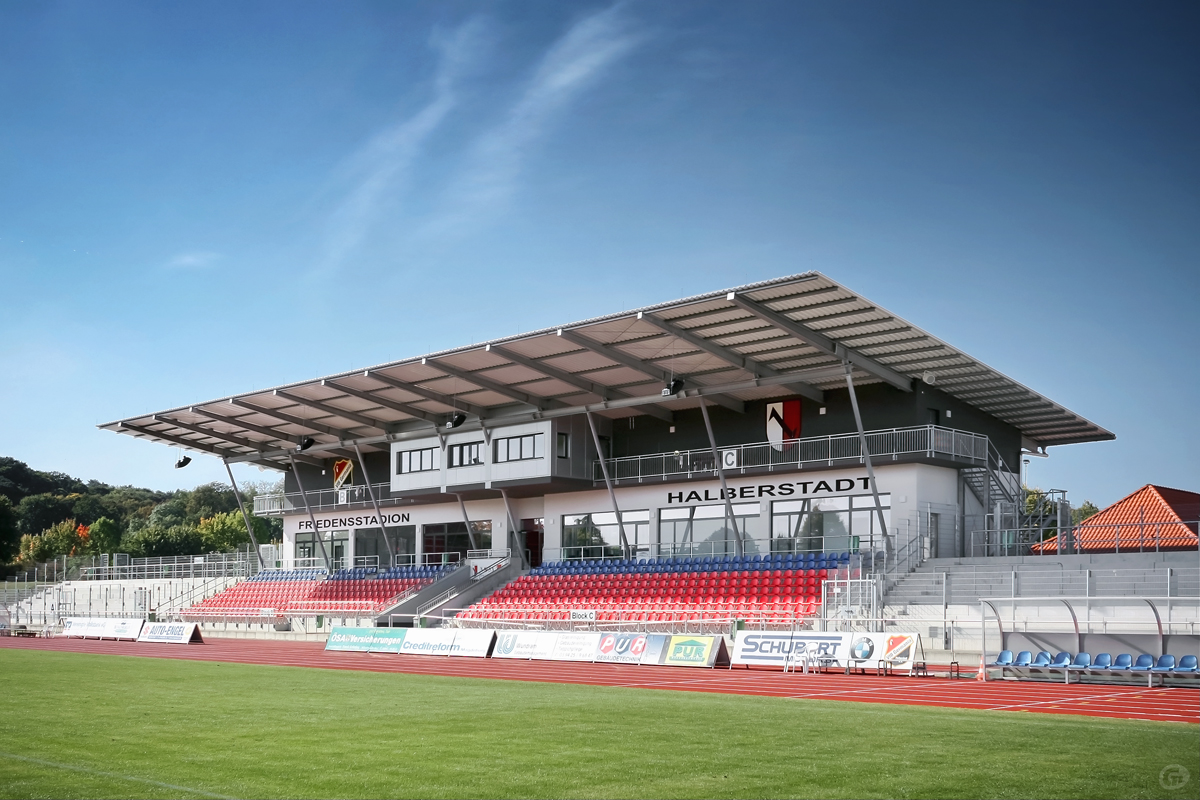
Friedensstadion Halberstadt, Spielort des Regionalligisten VfB Germania Halberstadt

Die Spielstätte des VfB Germania Halberstadt ist das Friedensstadion im Süden der Stadt. Das Stadion hat eine Kapazität von 5.000 Plätzen. Um den Hauptplatz führt eine moderne Tartanbahn u. a. mit einer Weitsprunganlage und Möglichkeiten für Hochsprung, Speerwurf etc. Weite Teile des Spielfeldes sind von einem begrünten Erdwall umrundet. Auf der Gegengeraden gibt es kleine Stehplatztribünen. Dort wurde im Sommer 2006 ein eingezäunter Gästebereich errichtet. Hinter dem Hauptplatz befinden sich noch drei weitere Fußballplätze.
Die baufällige Haupttribüne aus dem Jahr 1927 musste nach dem harten Winter 2010 abgerissen werden. 2012 wurde die neue Tribüne mit 500 überdachten Sitzplätzen feierlich eröffnet. Zudem wurde der Hauptplatz mit Flutlicht für Freitagabendspiele und einem Nebenplatz mit Kunstrasen ausgestattet.